# Dummies
Dummies er let læselige og forståelige reference-bøger, som behandler stort område af emner indenfor blandt andet IT, foto, litteratur, musik, tegning, hjem og have, mad og drikke, hundetræning og meget andet.
Bøgerne er af amerikansk oprindelse, men er oversat til adskillige sprog, blandt andet dansk.
Ordet "dummies" stammer fra bøgernes titel, der knytter sig til et emne, eksempelivis "Windows for Dummies" og "Excel for Dummies". 

## Ekstern henvisning
Dummies hjemmeside (engelsk) Arkiveret 4. marts 2006 hos  Wayback Machine